# De sprekende ezel
De sprekende ezel is het 71ste stripverhaal van Jommeke. De reeks wordt getekend door striptekenaar Jef Nys.

## Personages
- Jommeke
- Flip
- Filiberke
- Pekkie
- Annemieke
- Rozemieke
- Choco
- Anatool
- kleine rollen : professor Gobelijn, Mario, pater Antonio, postbode, handlangers Anatool ...

## Verhaal
Filiberke krijgt een brief waarin staat dat hij een kasteel en een fortuin van zijn overgrootoom Giovani uit Italië erft. Een Italiaanse chauffeur, Mario, komt ook bij hem langs met een Rolls-Royce. Zijn rijkdom leidt ertoe dat hij hoogmoedig gedraagt tegenover zijn vrienden, maar tegelijk valt dit op bij Anatool. Die breekt 's nachts bij hem in en ontdekt het bestaan van Filiberkes erfenis. Anatool wil die voor zich en bezorgt Filiberke doodsbedreigingen om hem tot afstand van zijn erfenis te dwingen. Filiberke roept nu de hulp van zijn vrienden in en verontschuldigt zich tegenover hen. Samen met Pekkie, Jommeke, Flip, de Miekes en Choco vertrekt hij naar Italië om er zijn kasteel te bezichtigen.
Onderweg worden ze het slachtoffer van een carjacking en een bomaanslag, maar dankzij Flip worden beide aanslagen verijdeld. Ze bereiken nu het Italiaanse kasteel dat op een berg boven een dorp staat. Daar aangekomen blijkt dat Anatool al zijn intrek in het kasteel genomen heeft. Hij ziet de vrienden komen en vermomt zich snel tot Leonardo, een oude butler die nog door baron Giovanni werd aangenomen. Pekkie en Flip vermoeden dat de butler Anatool is, maar kunnen hem niet ontmaskeren. In het kasteel bevindt zich ook nog een ezel. Anatool verzint voor de vrienden een verhaal en maakt hen wijs dat de ezel 's nachts praat. Jommeke en Filiberke willen dit controleren en stellen inderdaad vast dat de ezel 's avonds spreekt. De ezel zegt dat hij de geest van baron Giovanni is en dat de vrienden het kasteel moeten verlaten als hen leven hun lief is. Jommeke en Flip vermoeden bedrog, terwijl de andere vrienden in de sprekende ezel geloven. Jommeke ontdekt later in de kamer van de butler een bandopnemer met de stem van de ezel en Flip ontdekt hoe de stem uit de keel van de ezel komt. Samen besluiten ze de butler in de val te laten lopen en een nieuwe stem in te spreken. De butler valt door de mand en in zijn vlucht ontdekken de vrienden dat het wel degelijk Anatool is. Daarna komt ce chauffeur aan met pater Antonio. Diens weeshuis in het dorp staat op instorten. Filiberke besluit zijn kasteel aan de pater en de weeskinderen te schenken en keert terug naar België.

## Achtergronden bij het verhaal
- Dit verhaal hoort thuis in de reeks verhalen waarbij de vrienden de diefstal van iemands schat proberen te verijdelen. Afwijkend hierbij is dat het deze keer om het fortuin van Filiberke zelf gaat.
- Een ver familielid van Filiberke wordt geïntroduceerd, maar was bij hemzelf onbekend. Het is opvallend dat Filiberke de erfgenaam is terwijl zijn ouders en grootouders ook nog in leven zijn. In het vervolg van de reeks wordt nooit meer gesproken over Filiberkes geërfde adellijke titel en fortuin.
- Het is al het derde bezoek van Jommeke aan Italië in de reeks. Ditmaal betreft een niet nader genoemd bergdorp na eerdere bezoeken aan Pisa (De Samsons) en de regio Milaan (De fwietmachine).